# IO-Link
IO-Link è uno standard industriale (IEC 61131-9) per le comunicazioni in rete, con sensori e attuatori. Lo standard può essere usato sia su rete di tipo fieldbus sia reti di tipo Ethernet ed è caratterizzato da un segnale digitale, un verso bidirezionale, un tipo di connessione point-to-point, e dal poter utilizzare sia reti cablate, sia reti senza fili. 
L'obiettivo dello standard è di garantire una piattaforma tecnologica comune per lo sviluppo e l'uso di sensori e attuatori capaci di scambiare dati, consentendo l'ottimizzazione e l'automatizzazione dei processi industriali.
Lo sviluppo dello standard IO-Link è gestito dalle associazioni industriali di Profibus e da Profinet International.

## Panoramica del sistema
Un sistema conforme allo standard IO-Link deve essere composto da due tipi di elementi:
- un master
- uno o più device (dispositivi: sensori o attuatori)

Il master possiede una diversa porta di comunicazione (di tipo IO-Link) per ogni dispositivo ad esso collegato. Il master è quindi l'interfaccia che consente la comunicazione tra i dispositivi (sensori e attuatori) ed un controller di alto livello (ad es. un sistema PLC).
Per aumentare artificialmente il numero delle porte IO-link di un master, è possibile collegare ad una delle sue porte un dispositivo "hub" o "concentratore", a cui collegare a sua volta altri dispositivi in cascata (sensori e attuatori).
Tra i dispositivi IO-link rientrano quindi: sensori, attuatori, hub, alimentatori, componenti meccatronici (un attuatore con capacità di sensore).
Lo standard IO-Link definisce anche il protocollo di comunicazione usato nella rete, grazie al quale un dispositivo può inviare e/o ricevere dati o parametri. Questo protocollo consente al sistema PLC, ad esempio, di modificare alcuni parametri in tempo reale durante lo svolgimento dei suoi compiti di controllo dei processi industriali, oppure consente allo stesso sistema PLC di ricevere dati di diagnostica e manutenzione dagli attuatori (Intelligent IO-Link).
Il vantaggio di questo sistema di comunicazione è quello di poter anticipare le operazioni di manutenzione, che tradizionalmente sono la causa del blocco inaspettato della produzione.
Le informazioni sono scambiate usando un IODD (IO Device Description) all'interno di un linguaggio descrittivo testuale XML, che garantisce l'interoperabilità tra dispositivi diversi tra loro.

## Il connettore
Il cavo può contenere tre o cinque conduttori, ed è di tipo non schermato (unshielded). La lunghezza massima ammessa dallo standard è di 20 metri e deve terminare con un connettore standard a quattro pin (4-pin) o cinque pin (5-pin). 
Sul master si trovano connettori femmina, mentre i dispositivi possiedono connettori maschio.
Un master può avere due categorie di porte:
- porte di classe A (connettore a 4 pin)
- porte di classe B (connettore a 5 pin)

La configurazione dei vari pin delle porte non è fissa, ma è gestita tramite le specifiche IEC 60947-5-2. 
Queste sono alcune delle possibilità:
- Nella porta del master, i pin da 1 a 3 possono fornire al dispositivo una tensione di 24 V (corrente continua, massimo 200 mA).
- Il pin 4 potrebbe essere usato sia per una linea di input digitale (DI) sia per una linea di output (DO) per il master. La duplicità della funzione ha lo scopo di consentire la retrocompatibilità della porta con alcuni tipi di sensori e di switch.
- Nelle porte di classe A il pin 5 non è usato, mentre il pin 2 è lasciato libero di essere definito ed usato a discrezione del produttore del dispositivo.
- Nelle porte di classe B i pin 2 e 5 sono configurati sempre come linee di alimentazione (positiva o negativa).

## Il protocollo
Il protocollo dello standard definisce le regole per lo scambio di dati e definisce alcune caratteristiche del segnale elettrico, come la velocità di trasmissione dei dati digitali.
Per le porte sono possibili quattro diverse modalità di funzionamento:
- modalità IO-Link (comunicazione bidirezionale)
- modalità DI (input digitale per master)
- modalità DQ (output digitale per master)
- modalità Deactivated (disattiva la porta)

I dati trasmessi possono essere di quattro diversi categorie:
- process data
- value status data
- device data
- event data

Le velocità di trasmissione ammesse sono: 4,8 kbaud, oppure 38,4 kbaud, oppure 230,4 kbaud.   

## Standard per reti senza filo
Per le reti senza fili esiste un'estensione allo standard, detta IO-Link Wireless.  
In questo caso particolare il master è detto "W-Master", i dispositivi sono detti "W-Devices" e le porte sono virtuali (senza fili).
La comunicazione del W-Master (in output) è multicast, mentre la risposta dei W-Devices (in input) avviene seguendo una sequenza temporale predefinita. Per la sicurezza della trasmissione si applicano tecniche di Frequency Hopping e Channel-Blacklisting.

## Sicurezza dello standard IO-Link
Lo standard IO-Link prevede un'estensione detta IO-Link Safety, nella quale il master e i dispositivi sono chiamati, rispettivamente: "FS master" e "FS device" (Functional Safety)